# Liga Futsal Pro 2022
La Primera División de fútbol sala 2022 o Liga de Futsal Pro 2022 fue una edición más de la Primera División de futsal de Perú organizada por la Federación Peruana de Fútbol (FPF). Esta fue la primera temporada luego de la suspensión del torneo durante las temporadas 2020 y 2021 por la pandemia de COVID-19 en Perú.
El torneo contó con la participación de 10 equipos, entre los cuales destacaban el vigente campeón de la competencia Club Universitario de Deportes y, los históricos Primero de Mayo y Panta Walon. Los encuentros deportivos se disputaron casi en su totalidad en el Polideportivo de Villa El Salvador, desde el 31 de mayo hasta el 27 de octubre del 2022.

## Sistema de competición
El torneo, los equipos jugaron entre sí dos veces bajo el sistema de todos contra todos. Al final de la fase regular, los 6 primeros se clasificaran a los play-offs. Los play-offs se jugaron en tres rondas, una ronda eliminatoria, semifinales y otra de finales. En las rondas eliminatorias se enfrentaron los equipos que terminaron entre la 3.° y 6.° posición:
- Eliminatoria 1: 3.° vs 6.°

- Eliminatoria 2:  4.° vs 5.°

En las semifinales los clasificados se unieron al 1.° y 2.° y se enfrentaron en dos llaves:
- Semifinal 1: 1.° vs ganador de la eliminatoria 2
- Semifinal 2: 2.° vs ganador de la eliminatoria 1

Los ganadores de las semifinales jugaron la final para determinar al campeón.

### Clasificación a torneos internacionales
El campeón del torneo se clasificó a la Copa Libertadores de Futsal y empezó su participación desde la fase de grupos en la edición 2023.

## Equipos participantes
Un total de 10 equipos disputaron la presente temporada, dos menos en comparación a la temporada anterior, debido a la no participación del último subcampeón Deportivo Overall y de Tigres Somos Villa. 
| Temporada 2019  | Club                      |
| Campeón         | Universitario de Deportes |
| Semifinalista   | Primero de Mayo           |
| Semifinalista   | Panta Walon               |
| Play Off (RE)   | AFA Rímac                 |
| Play Off (RE)   | RP Futsal                 |
| 8               | C. D. Santa María         |
| 9               | Palermo F. C.             |
| 11              | Paraíso Huachipa          |
| Campeón (DS)    | Racing Bocanegra          |
| Subcampeón (DS) | Club Hermanos Rey         |

## Etapa Regular
La etapa regular del campeonato se disputó desde el 31 de mayo del 2022 hasta el 8 de octubre de 2022. 
| Pos. | Equipo                        | PJ | PG | PE | PP | GF | GC | DG  | Pts. | Clasificado a                       |
| ---- | ----------------------------- | -- | -- | -- | -- | -- | -- | --- | ---- | ----------------------------------- |
| 1    | Universitario de Deportes (C) | 18 | 15 | 3  | 0  | 84 | 30 | +54 | 48   | Semifinales de los play-offs        |
| 2    | Panta Walon (C)               | 18 | 14 | 2  | 2  | 76 | 27 | +49 | 44   | Semifinales de los play-offs        |
| 3    | Club Hermanos Rey (C)         | 18 | 10 | 2  | 6  | 66 | 46 | +20 | 32   | Ronda eliminatoria de los play-offs |
| 4    | AFA Rímac (C)                 | 18 | 10 | 2  | 6  | 55 | 49 | +6  | 32   | Ronda eliminatoria de los play-offs |
| 5    | Primero de Mayo (C)           | 18 | 9  | 1  | 8  | 55 | 53 | +2  | 28   | Ronda eliminatoria de los play-offs |
| 6    | Palermo F. C. (C)             | 18 | 7  | 2  | 9  | 54 | 66 | -12 | 23   | Ronda eliminatoria de los play-offs |
| 7    | C. D. Santa María             | 18 | 6  | 3  | 9  | 55 | 62 | -7  | 21   |                                     |
| 8    | Racing Bocanegra (PD)         | 18 | 4  | 2  | 12 | 39 | 71 | -32 | 14   | Partido de definición del descenso  |
| 9    | Paraíso Huachipa (PD)         | 18 | 3  | 2  | 13 | 48 | 80 | -32 | 11   | Partido de definición del descenso  |
| 10   | RP Futsal (D)                 | 18 | 2  | 1  | 15 | 36 | 84 | -48 | 7    | Descenso a Segunda División 2023    |

Reglas de clasificación: 1) Puntos; 2) Diferencia de gol; 3) Goles a favor
(C) Clasificado a la fase indicada. (PD) Clasificado al partido de definición del descenso. (D) Descendido

## Play-Offs
Culminada la etapa regular, se dio inicio a la última fase del torneo: los Play-Offs.  
|  | Ronda eliminatoria 11 de octubre y 13 de octubre | Ronda eliminatoria 11 de octubre y 13 de octubre | Ronda eliminatoria 11 de octubre y 13 de octubre | Ronda eliminatoria 11 de octubre y 13 de octubre |   |   | Semifinales 18 de octubre y 20 de octubre | Semifinales 18 de octubre y 20 de octubre | Semifinales 18 de octubre y 20 de octubre | Semifinales 18 de octubre y 20 de octubre |  |     | Final 25 de octubre y 27 de octubre | Final 25 de octubre y 27 de octubre | Final 25 de octubre y 27 de octubre | Final 25 de octubre y 27 de octubre |  |
|  |                                                  |                                                  |                                                  |                                                  |   |   |                                           |                                           |                                           |                                           |  |     |                                     |                                     |                                     |                                     |  |
|  |                                                  |                                                  |                                                  |                                                  |   |   |                                           |                                           |                                           |                                           |  |     |                                     |                                     |                                     |                                     |  |
|  |                                                  |                                                  |                                                  |                                                  |   |   |                                           |                                           |                                           |                                           |  |     |                                     |                                     |                                     |                                     |  |
|  |                                                  |                                                  |                                                  |                                                  |   |   |                                           |                                           |                                           |                                           |  |     |                                     |                                     |                                     |                                     |  |
|  |                                                  |                                                  |                                                  |                                                  |   |   |                                           |                                           |                                           |                                           |  |     |                                     |                                     |                                     |                                     |  |
|  |                                                  | 1.°                                              | Universitario                                    | 1                                                | 0 |   |                                           |                                           |                                           |                                           |  |     |                                     |                                     |                                     |                                     |  |
|  |                                                  |                                                  |                                                  |                                                  | 0 |   |                                           |                                           |                                           |                                           |  |     |                                     |                                     |                                     |                                     |  |
|  |                                                  |                                                  | 5.°                                              | Primero de Mayo                                  | 1 | 0 |                                           |                                           |                                           |                                           |  |     |                                     |                                     |                                     |                                     |  |
|  | 4.°                                              | AFA Rímac                                        | 5.°                                              | Primero de Mayo                                  | 1 | 0 | 3                                         | 3                                         |                                           |                                           |  |     |                                     |                                     |                                     |                                     |  |
|  | 4.°                                              | AFA Rímac                                        |                                                  |                                                  |   |   |                                           |                                           |                                           |                                           |  |     |                                     |                                     |                                     |                                     |  |
|  | 5.°                                              | Primero de Mayo                                  | 2                                                | 6                                                |   |   |                                           |                                           |                                           |                                           |  |     |                                     |                                     |                                     |                                     |  |
|  | 5.°                                              | Primero de Mayo                                  | 2                                                | 6                                                |   |   |                                           |                                           |                                           |                                           |  | 1.° | Universitario                       | 2                                   | 0                                   |                                     |  |
|  |                                                  |                                                  |                                                  |                                                  |   |   |                                           |                                           |                                           |                                           |  | 1.° | Universitario                       | 2                                   | 0                                   |                                     |  |
|  |                                                  |                                                  | 2.°                                              | Deportivo Panta                                  | 2 | 3 |                                           |                                           |                                           |                                           |  |     |                                     |                                     |                                     |                                     |  |
|  |                                                  |                                                  | 2.°                                              | Deportivo Panta                                  | 2 | 3 |                                           |                                           |                                           |                                           |  |     |                                     |                                     |                                     |                                     |  |
|  |                                                  |                                                  |                                                  |                                                  |   |   |                                           |                                           |                                           |                                           |  |     |                                     |                                     |                                     |                                     |  |
|  |                                                  |                                                  |                                                  |                                                  |   |   |                                           |                                           |                                           |                                           |  |     |                                     |                                     |                                     |                                     |  |
|  |                                                  | 2.°                                              | Deportivo Panta                                  | 0                                                | 4 |   |                                           |                                           |                                           |                                           |  |     |                                     |                                     |                                     |                                     |  |
|  |                                                  |                                                  |                                                  |                                                  | 4 |   |                                           |                                           |                                           |                                           |  |     |                                     |                                     |                                     |                                     |  |
|  |                                                  |                                                  | 3.°                                              | Club Hermanos Rey                                | 2 | 1 |                                           |                                           |                                           |                                           |  |     |                                     |                                     |                                     |                                     |  |
|  | 3.°                                              | Club Hermanos Rey                                | 3.°                                              | Club Hermanos Rey                                | 2 | 1 | 4                                         | 1                                         |                                           |                                           |  |     |                                     |                                     |                                     |                                     |  |
|  | 3.°                                              | Club Hermanos Rey                                |                                                  |                                                  |   |   |                                           |                                           |                                           |                                           |  |     |                                     |                                     |                                     |                                     |  |
|  | 6.°                                              | Palermo F.C.                                     | 2                                                | 3                                                |   |   |                                           |                                           |                                           |                                           |  |     |                                     |                                     |                                     |                                     |  |
|  | 6.°                                              | Palermo F.C.                                     | 2                                                | 3                                                |   |   |                                           |                                           |                                           |                                           |  |     |                                     |                                     |                                     |                                     |  |
|  |                                                  |                                                  |                                                  |                                                  |   |   |                                           |                                           |                                           |                                           |  |     |                                     |                                     |                                     |                                     |  |

| Campeón     |
| Panta Walon |
| 7.° título  |